# Tipula brindleana
Tipula brindleana är en tvåvingeart som beskrevs av Alexander 1964. Tipula brindleana ingår i släktet Tipula och familjen storharkrankar. Inga underarter finns listade i Catalogue of Life.